# バカ姉弟
『バカ姉弟』（バカきょうだい）は、安達哲による日本の漫画。『ヤングマガジン赤BUTA』（講談社）1999年23号に掲載後、『週刊ヤングマガジン』（同社）に1999年28号から連載後、2016年2月20日発売号より『月刊ヤングマガジン』（同社）に移行し『総天然色 バカ姉弟』のタイトルで連載された。平成15年度第7回文化庁メディア芸術祭マンガ部門優秀賞受賞。資生堂ピエヌの期間限定（2004年8月9日 - 12日）CMとして実写化された（全4話）。さらに、2009年10月から2010年6月までは『ご姉弟物語』のタイトルでテレビアニメが放送されていた。
2023年より、『キング姉弟』のタイトルで、フルカラー漫画として『ヤングキング』（少年画報社）18号より月1で連載されている。同誌2024年24号より、『バカ姉弟キング』のタイトルに変更され、単行本もこのタイトルで刊行されている。

## あらすじ
東京都豊島区は巣鴨。年配者が多く住むこの街に幼い双子の姉弟が住んでいた。多忙で留守がちな両親を持つ2人は街の人々に育てられ、少しずつ成長していく。

## 登場人物

### バカ姉弟
本作の主人公で、東京都豊島区巣鴨在住の双子の姉と弟。
両親は多忙（純一郎曰く父はボストンの大学教授、母は国連看護師とのこと）でほとんど家を空けており、二人暮し状態だが、非常に裕福（一泊16万円のホテルに宿泊したり、ATMから20万円を引きおろしたことなどから）なのと、周囲の人々の気配りのおかげで、不自由なく暮らしている。大体の時間を2人で行動しており、何処へでも出かけて行き、誰とでも仲良くなる。何事にも興味を示し、何でも美味しく食べる。非常に運が良く、迷子になっても誰かが助けてくれる。かなりの健啖家で、神経質な人間が「屋台の食べ物だとおなかを壊す」と言っている横でバクバクと食べる。当初は警察からも「札付きのワル」と恐れられていた。連載初期の頃はタイトル通りの｢バカ姉弟｣だったが、次第に才能豊かな姉弟になっていく。4歳の誕生日を機に両親と同居するため、巣鴨の隣町である大和郷（現在の文京区本駒込六丁目近辺）に引っ越す。
地主御寧莞（じぬし おねい）
声 - 松岡由貴
バカ姉弟の姉。一人称は「おねい」。身長70cm、体重20kg（幼少時）。おでこが非常に広く、その光沢は漆塗りにも勝る。: ウソが隠せず、すぐ顔に表れてしまう。幼少時より数多くの物事に非凡な能力を見せるが、特にピアノに天賦の才を発揮する。甘やかされることを嫌うが、自分に親切にしてくれた人物には心を開くようである。岸田劉生作「麗子微笑」の顔真似が得意。15年後は美しい世界的ピアニストへと成長し、ヨーロッパを舞台に活躍している様子が単行本第5巻で描かれている。また「莞」とは「にこにこ」という意味の字である。
地主純一郎（じぬし じゅんいちろう）
声 - 小林由美子
バカ姉弟の弟。一人称は「僕」。姉のことを「ねいちゃん」(アニメでは「おねいちゃん」)と呼び慕う。名前は単行本5巻で初めて明かされた。アニメでは姉に「純」と呼ばれている。
天才肌のおねいとは異なりよく図鑑を読んでおり、また3歳児とは思えない程の大人顔負けの高度な知識と常識がある秀才型である。
姉がピアノのレッスンをしている時は基本的に1人で行動している。また同じ幼稚園に通っているやまとくるみに惚れられている様子がある。好きなものはクワガタムシ。単行本第5巻から15年後は背景や周囲の台詞を見る限り、IT関係に特化した東大生である様子が描かれている。

### 主要登場人物
志津香（しずか）
声 - 大原さやか
巣鴨の料亭「稲月」に勤める妙齢の女性。姉弟の母の友人で、両親に代わり、バカ姉弟の面倒を見ている。姉弟を立派な大人にするために英才教育をしようとするが、結局甘やかしてしまう。姉弟には「シズラー」と呼ばれ、この呼び名で携帯に登録されている。バカ姉弟のことは「ご姉弟」と呼ぶ。

### その他の登場人物
やまとくるみ
声 - 金田朋子
大和酒造の社長の娘で私立マ・メール幼稚園で姉弟と仲良し。バカ姉弟が入園後に初めて友達になった人物でもある。常に帽子を被っている。単行本第5巻では庚申塚で迷子になっていたところを純一郎に救われる。
たちばなかえで
声 - 川田妙子
私立マ・メール幼稚園で姉弟と一緒。バカ姉弟が入園した時に「ここは幼稚園じゃないわ!」と言って追い返したことがある。常に(就寝中も含めて)頭に大きな花飾りをしている。バカ姉弟が自分よりも制服の似合うことに嫉妬心を抱くがそれに振り回されることはない。おねいに強いライバル心を抱いている。
ミチオ
声 - 小松里歌
私立マ・メール幼稚園で姉弟で一緒(アニメ版のみ)。おねいに密かに恋心を抱いている。
アゴ兄弟
私立マ・メール幼稚園で姉弟と仲良し。時としてバカ姉弟以上に大胆な行動をとることがある。
のりふみくんたち（バカメイト）
声 - 天田有希子（のりふみ）、梅田貴公美（しんご）、笹島かほる（たかゆき）
地元巣鴨で姉弟と仲良し。野球、相撲、縁日、市場などの地域の娯楽を姉弟と楽しむ。
アキラくん
透視能力を持つ子供。おねいに超能力のあることを見抜く。
カオルくん
バッハ音楽教室に通う子供。鋭敏すぎる聴覚を持つが故か本番に弱く、おねいにコンクールへの代理出場を願う。
良太
声 - 佐藤ゆうこ
よしベエ
声 - 青山桐子
カズキ
声 - 坂戸こまつな
木山
声 - 峰あつ子
みち子先生
声 - 岡村明美
満武権造
声 - 加藤精三
若い頃はヨーロッパで活躍したピアニスト。現在はほぼ引退している。母屋が生け花教室を主催しているため愛用のピアノと共に蔵へ追いやられている。おねいのピアノの師匠。
石田公平
声 - 子安武人
怪しげな訪問販売の会社に勤めていたが、会社が倒産したために通販会社に転職。姉弟のお陰で会社の業績が伸びたらしい。志津香さんのことが好き。
トキワさん
町の写真スタジオの主人。姉弟の写真を撮り、両親に送ってあげている。
モデルは写真家の荒木経惟。
かえでの曽祖父
寝たきり老人の振りをしていたが、嘘であることが発覚。以来何かにつけて姉弟の家に入り浸ろうとする。
みっちゃん
ミステリー作家。二千冊もの所蔵があり姉弟に電話で読み聞かせをしてあげる。初めての原稿料で買ったモンブランの万年筆を大切にしている。
サエコ
バッハ音楽教室の教師。おねいの才能に魅入り、長じてからも音楽活動を公私に亙りサポートする。ノルウェー・リボ社のバランスチェアを愛用している。
田代
声 - 高島雅羅
厳格なピアノ教師。指の力を鍛えるためのギプスを開発する。白いベレー帽とスモックを着用している。
葉山
若き日本人ピアニスト。幼少の頃よりピアノの英才教育を受け、ウィーンで開かれるコンクールに出場する。幼い頃に田代に教わっていた。
アラン・シモヤマ
声 - 金丸淳一
町田家
声 - 三木眞一郎（俊介）、長嶝高士（耕造）、菅原淳一（父）、西川宏美（母）
ベン

緑のおばさん
声 - 神代知衣
ご町内のおばさんたち
声 - 浅井晴美（大崎花代）、滝沢ロコ（大久保朝子）、佐藤智恵（渋谷正子）、三井好美（上野京子）
ご町内の老人たち
声 - 木村雅史（宮内琢郎）、小形満（石田松吉）、小関一（大川溜造）、清川元夢（吉田喜平）
渡部夫婦
声 - 辻親八（渡部五郎）、光明寺敬子（渡部ちか子）
姉弟の隣に住んでいる夫婦。
八百満
声 - 田原アルノ
八百屋。魚寿とは喧嘩ばかりしているが、実は仲はとても良い。
魚寿
声 - 松本保典
魚屋。
和牛
声 - 小形満（幸造）、くじら（伸子）
焼肉屋「和牛」を営む夫婦。
精肉店
声 - 島香裕（店主）、華木ミヤ（おかみ）
ナレーション
声 - 萩野志保子（テレビ朝日アナウンサー）
アニメ版のナレーションを担当する。前番組の『あたしンち』でも次回予告のナレーターとして出演していた。

## 書誌情報
- 安達哲『バカ姉弟』講談社〈ヤンマガKCデラックス〉、全5巻
  1. 2002年6月4日発売[2]、ISBN 4-06-334556-4
  2. 2002年12月4日発売[7]、ISBN 4-06-334641-2
  3. 2004年3月4日発売[8]、ISBN 4-06-334838-5
  4. 2005年4月5日発売[9]、ISBN 4-06-334990-X
  5. 2007年1月6日発売[10]、ISBN 978-4-06-372247-5
- 安達哲『総天然色 バカ姉弟』講談社〈KCデラックスヤングマガジン〉、全5巻
  1. 2016年11月4日発売[11]、ISBN 978-4-06-393072-6
  2. 2018年9月6日発売[12]、ISBN 978-4-06-512809-1
  3. 2020年4月6日発売[13]、ISBN 978-4-06-519206-1
  4. 2021年8月5日発売[14]、ISBN 978-4-06-524352-7
  5. 2023年7月20日発売[15]、ISBN 978-4-06-532384-7
- 安達哲『バカ姉弟キング』少年画報社〈ヤングキングコミックス〉、既刊1巻（2024年11月25日現在）
  1. 2024年11月25日発売[6][16]、ISBN 978-4-7859-7811-2

## テレビアニメ
『ご姉弟物語』（ごきょうだいものがたり）のタイトルで、2009年10月10日から2010年6月26日までテレビ朝日ほかにて放送された。
スタッフは主に前番組である『あたしンち』や、2002年から毎年夏に放送されている『戦争童話』シリーズから構成されていた。
基本的にアニメ版のオリジナルの話が多く、原作から採用された話はほとんど存在しなかった。

### スタッフ
- 原作 - 安達哲　「バカ姉弟」（講談社「週刊ヤングマガジン」）
- 企画 - 杉山登（テレビ朝日）、加藤良雄（シンエイ動画）
- 監督 - やすみ哲夫
- キャラクターデザイン - 関修一
- 総作画監督 - 大武正枝
- 美術監督 - 岡部真由美（〜23回）→越膳滝美
- 色彩設計 - 蝦名佳代子
- 撮影監督 - 箭内光一
- 編集 - 岡安プロモーション   小島俊彦・中葉由美子、藤本理子
- 音楽 - 相良まさえ
- 音響監督 - 大熊昭
- アシスタントプロデューサー - 大金修一（シンエイ動画）
- プロデューサー - 岸本隆宏（テレビ朝日）、杉澤義文（ADK）、魁生聡（シンエイ動画）
- アニメーション制作 - シンエイ動画
- 制作 - テレビ朝日、ADK、シンエイ動画

### 主題歌
オープニングテーマ「マウンテン」
作詞・作曲・編曲 - 田村歩美 / 歌 - たむらぱん
エンディングテーマ「ポレポレいこう」
作詞・作曲・編曲 - さがらまさえ、歌 - 近江知永とPalette
24回から短縮バージョンになった。

### 各話リスト
放送日は全てテレビ朝日のもの。
| 話数   | サブタイトル               | 脚本         | 絵コンテ       | 演出           | 作画監督          | 放送日          |
| ------ | -------------------------- | ------------ | -------------- | -------------- | ----------------- | --------------- |
| 第1話  | 下町の双子天使だよ         | やすみ哲夫   | やすみ哲夫     | 麦野アイス     | 大武正枝 鈴木大司 | 2009年 10月10日 |
| 第1話  | おねいのニオイ!!           | うえのきみこ | 麦野アイス     | 麦野アイス     | 大武正枝          | 2009年 10月10日 |
| 第2話  | シズラー登場               | 河原ゆうじ   | パクキョンスン | パクキョンスン | 茂木琢次          | 10月17日        |
| 第2話  | 私達、まいごです           | 田嶋久子     | パクキョンスン | パクキョンスン | 前田一雪          | 10月17日        |
| 第3話  | おお、ジャポン!            | 翁妙子       | 伊藤潤         | 伊藤潤         | 樋口善法          | 10月24日        |
| 第3話  | 今日、どこ泊まる           | 清水東       | 山本秀世       | 鈴木健太郎     | 小村方宏治        | 10月24日        |
| 第4話  | お祭りに行きた〜い         | 河原ゆうじ   | 牛草健         | 牛草健         | 宍戸久美子        | 10月31日        |
| 第4話  | 謎の訪問者                 | 田嶋久子     | 牛草健         | 牛草健         | 大武正枝          | 10月31日        |
| 第5話  | おねいは王女さま           | 翁妙子       | 木野雄         | 木野雄         | 尾鷲英俊          | 11月7日         |
| 第5話  | 夜のお散歩                 | 清水東       | 木野雄         | 木野雄         | 大武正枝          | 11月7日         |
| 第6話  | 幼稚園、ご入園             | 河原ゆうじ   | 麦野アイス     | 麦野アイス     | 宍戸久美子        | 11月14日        |
| 第6話  | できない同盟               | うえのきみこ | 麦野アイス     | 麦野アイス     | 大武正枝          | 11月14日        |
| 第7話  | おねいのピアノ             | 翁妙子       | パクキョンスン | パクキョンスン | 大武正枝          | 11月21日        |
| 第7話  | おいも掘り                 | うえのきみこ | パクキョンスン | パクキョンスン | 前田一雪          | 11月21日        |
| 第8話  | 農園で学ぼう               | 清水東       | 伊藤潤         | 伊藤潤         | 樋口善法          | 11月28日        |
| 第8話  | ミチオくんの恋             | 田嶋久子     | 山本秀世       | 鈴木健太郎     | 小村方宏治        | 11月28日        |
| 第9話  | 福引き大ハズレ!            | 田嶋久子     | 牛草健         | 牛草健         | 宍戸久美子        | 12月5日         |
| 第9話  | おねいと純とピアノと       | 翁妙子       | 牛草健         | 牛草健         | 尾鷲英俊          | 12月5日         |
| 第10話 | 幼稚園でダバダ             | うえのきみこ | 木野雄         | 木野雄         | 釘宮洋            | 12月19日        |
| 第10話 | 化け猫を見た               | 翁妙子       | 木野雄         | 木野雄         | 前田一雪          | 12月19日        |
| 第11話 | メリークリスマス           | 清水東       | 葛谷直行       | 麦野アイス     | 宍戸久美子        | 12月26日        |
| 第11話 | シズラーはマダム?          | うえのきみこ | 麦野アイス     | 麦野アイス     | 大武正枝          | 12月26日        |
| 第12話 | まだか!? 年賀状            | 河原ゆうじ   | パクキョンスン | パクキョンスン | 尾鷲英俊          | 2010年 1月16日  |
| 第12話 | 天の岩戸                   | 清水東       | パクキョンスン | パクキョンスン | 大武正枝          | 2010年 1月16日  |
| 第13話 | ここは雪国                 | 翁妙子       | 橋本昌和       | 鈴木健太郎     | 鍋田香代子        | 1月23日         |
| 第13話 | はなまる大騒動             | 清水東       | 山本秀世       | 伊藤潤         | 樋口善法          | 1月23日         |
| 第14話 | ふたりでパリへ             | 清水東       | 牛草健         | 牛草健         | 宍戸久美子        | 1月30日         |
| 第14話 | ピアノ買って!              | 翁妙子       | 牛草健         | 牛草健         | 大武正枝          | 1月30日         |
| 第15話 | きょうだいゲンカ           | うえのきみこ | 釘宮洋         | 木野雄         | 前田一雪          | 2月6日          |
| 第15話 | 公園のワニ                 | 河原ゆうじ   | 木野雄         | 木野雄         | 大武正枝          | 2月6日          |
| 第16話 | かえでのお誕生日パーティー | うえのきみこ | 麦野アイス     | 麦野アイス     | 宍戸久美子        | 2月13日         |
| 第16話 | 今日はひとりで             | 翁妙子       | 麦野アイス     | 麦野アイス     | 茂木琢次          | 2月13日         |
| 第17話 | お寺で修行                 | 田嶋久子     | 山岡実         | 岡村正弘       | 花井宏和          | 2月20日         |
| 第17話 | びっくり、リサイクル!      | 清水東       | 高柳哲司       | 岡村正弘       | 空流辺広子        | 2月20日         |
| 第18話 | 南の国からコンニチワ       | うえこきみこ | パクキョンスン | パクキョンスン | 尾鷲英俊          | 2月27日         |
| 第18話 | 土と遊ぼう                 | 翁妙子       | パクキョンスン | パクキョンスン | 前田一雪          | 2月27日         |
| 第19話 | 電車ごっこ                 | 清水東       | 橋本昌和       | 鈴木健太郎     | 鍋田香代子        | 3月13日         |
| 第19話 | ひなまつり                 | 翁妙子       | 山本秀世       | 伊藤潤         | 樋口善法          | 3月13日         |
| 第20話 | スクープを狙え!            | うえのきみこ | 牛草健         | 牛草健         | 宍戸久美子        | 3月20日         |
| 第20話 | UFOを呼ぼう                | 清水東       | 釘宮洋         | 牛草健         | 鈴木大司          | 3月20日         |
| 第21話 | おままごと                 | うえのきみこ | 木野雄         | 木野雄         | 大武正枝          | 3月27日         |
| 第21話 | バザーで大さわぎ           | 清水東       | 牛草健         | 木野雄         | 宍戸久美子        | 3月27日         |
| 第22話 | リトルダンサー             | 田嶋久子     | サトウ光敏     | 岡村正弘       | 空流辺広子        | 4月3日          |
| 第22話 | お父さんの宝物             | 翁妙子       | 高柳哲司       | 岡村正弘       | 空流辺広子        | 4月3日          |
| 第23話 | スパルタ式 ピアノレッスン  | 翁妙子       | 麦野アイス     | 麦野アイス     | 大武正枝          | 4月10日         |
| 第23話 | お手紙とどけます           | 翁妙子       | 麦野アイス     | 麦野アイス     | 尾鷲英俊          | 4月10日         |
| 第24話 | こわいカルタ               | 清水東       | パクキョンスン | パクキョンスン | 前田一雪          | 4月24日         |
| 第24話 | シズラー、風邪をひく       | 清水東       | パクキョンスン | パクキョンスン | 宍戸久美子        | 4月24日         |
| 第25話 | 押忍、どんぐり応援団       | うえのきみこ | 橋本昌和       | 鈴木健太郎     | 鍋田香代子        | 5月1日          |
| 第25話 | アイ・ラブ・らいでん       | 田嶋久子     | 山本秀世       | 伊藤潤         | 樋口善法          | 5月1日          |
| 第26話 | 占いはいらない             | 翁妙子       | 牛草健         | 牛草健         | 大武正枝          | 5月8日          |
| 第26話 | たいこもちで、ヨイショ     | 清水東       | 高柳哲司       | 牛草健         | 青木清年          | 5月8日          |
| 第27話 | 歌のおにいさん             | うえのきみこ | 釘宮洋         | 木野雄         | 茂木琢次          | 5月15日         |
| 第27話 | 楽しいキャンプ             | 翁妙子       | 木野雄         | 木野雄         | 尾鷲英俊          | 5月15日         |
| 第28話 | 選挙で大騒ぎ               | うえのきみこ | 高柳哲司       | 北村真咲       | 矢吹英子          | 5月29日         |
| 第28話 | 戸締まりご用心             | 田嶋久子     | 高柳哲司       | 北村真咲       | 今岡大            | 5月29日         |
| 第29話 | 恐怖の体力測定             | 清水東       | 高柳哲司       | パクキョンスン | 前田一雪          | 6月5日          |
| 第29話 | ガイドいたします           | 翁妙子       | パクキョンスン | パクキョンスン | 大武正枝          | 6月5日          |
| 第30話 | ホータイの誘惑             | 翁妙子       | 山本秀世       | 伊藤潤         | 樋口善法          | 6月12日         |
| 第30話 | 注射きらい!                | うえのきみこ | 橋本昌和       | 鈴木健太郎     | 鍋田香代子        | 6月12日         |
| 第31話 | わがままチンパン           | 清水東       | 牛草健         | 牛草健         | 宍戸久美子        | 6月19日         |
| 第31話 | ワールドカップ             | うえのきみこ | 牛草健         | 牛草健         | 青木清年          | 6月19日         |
| 最終話 | 雨だれ交響曲               | 田嶋久子     | 高柳哲司       | 三宅和男       | 矢吹英子          | 6月26日         |
| 最終話 | さよなら、ご姉弟           | 清水東       | 高柳哲司       | 木野雄         | 宍戸久美子        | 6月26日         |

### 放送局
| 放送地域   | 放送局         | 放送期間                        | 放送日時           | 放送系列       | 備考             |
| ---------- | -------------- | ------------------------------- | ------------------ | -------------- | ---------------- |
| 関東広域圏 | テレビ朝日     | 2009年10月10日 - 2010年6月26日  | 土曜 11:20 - 11:45 | テレビ朝日系列 | 制作局           |
| 近畿広域圏 | 朝日放送       | 2009年10月11日 - 2010年6月27日  | 日曜 6:30 - 6:55   | テレビ朝日系列 |                  |
| 山形県     | 山形テレビ     | 2009年10月16日 - 2010年7月2日   | 金曜 16:30 - 16:53 | テレビ朝日系列 |                  |
| 長野県     | 長野朝日放送   | 2009年10月25日 - 2009年12月20日 | 日曜 6:35 - 7:00   | テレビ朝日系列 | 第8話で打ち切り  |
| 愛媛県     | 愛媛朝日テレビ | 2009年11月22日 - 2010年8月15日  | 日曜 6:35 - 7:00   | テレビ朝日系列 |                  |
| 福島県     | 福島放送       | 2011年4月9日 - 2011年9月17日    | 土曜 10:00 - 10:30 | テレビ朝日系列 | 第16話で打ち切り |